# 話者
| ウィキペディアには「話者」という見出しの百科事典記事はありません（タイトルに「話者」を含むページの一覧/「話者」で始まるページの一覧）。 代わりにウィクショナリーのページ「話者」が役に立つかもしれません。 |